# 美術出版社
株式会社美術出版社（びじゅつしゅっぱんしゃ）は、日本の出版社。

## 概要
『美術手帖』、『国際建築』、『リビングデザイン』、『美術批評』等の定期刊行物を創刊。
『日本現代画家選』21巻、『年鑑広告美術』（現在の『ADC年鑑』）、『建築年鑑』などの出版を行ってきた。
日本を代表する美術・デザインの専門出版社としての伝統をもつ。
近年では、豊富な図版で美術史を学ぶ「カラー版」シリーズに代表されるロングセラーの企画出版、「つくるヨロコビ、えがくタノシミ」を謳う「みづゑのレシピ」シリーズ、コミック技法シリーズ「激マン」など、様々な人気シリーズを生み出してきた。
また、2000年からモバイルコンテンツ事業の立ち上げ、2003年からアートナビゲーター検定試験（現美術検定）の実施、2007年から美術系学校検索サイト「WEB版アートスクールガイド」のオープンなど、新事業を次々立ち上げた。

### 旧：美術出版グループ
戦後、出版事業の他に各種展覧会の図録制作やデザイン制作の注文等が加わり、1956年デザイン・制作部門を分離独立、株式会社制作社を設立。1961年株式会社制作社を株式会社美術出版デザインセンターと社名変更。小中学校への美術教育教材販売を行う教材部を美術出版社サービスセンターとし、以来、美術出版社（出版）、美術出版デザインセンター（カタログ制作）、美術出版社サービスセンター（教材販売）の三者によるグループ体制が続いた。
2008年10月、株式会社美術出版社（出版・教材販売・モバイルコンテンツ事業）と株式会社美術出版デザインセンター（カタログ制作）を統合再編し、美術出版グループは株式会社美術出版ホールディングス（純粋持株会社）、株式会社美術出版社（出版・カタログ制作）、株式会社美術出版サービスセンター（教材販売）、株式会社美術出版ネットワークス（モバイルコンテンツ事業）の4社体制となった。
2015年3月の民事再生法申請以降、美術出版グループは解体された。旧：美術出版社は株式会社BSSへ商号変更され、2017年1月に法人格が消滅。美術出版ホールディングスは事業停止。美術出版ネットワークスの一部事業は同年7月にD2Cソリューションズへ譲渡され、美術出版ネットワークス自体は事業停止の後、2016年8月28日に法人格が消滅。美術出版サービスセンターは旧：美術出版社から独立し、2016年9月1日に株式会社美術出版エデュケーショナルへ商号変更された。なお、美術出版ホールディングス・美術出版ネットワークス・美術出版エデュケーショナルの3社は新：美術出版社とは資本関係はなく、旧：美術出版社のホームページのドメインは美術出版エデュケーショナルが保有する。

## 沿革
- 1905年 - 創業者である水彩画家・大下藤次郎が水彩画の指南書『みづゑ』を創刊[8]。
- 1943年 - 日本美術出版株式会社を設立。
- 1948年 - 社名を株式会社美術出版社に変更。『美術手帖』を創刊。
- 1956年 - 株式会社美術出版社よりデザイン・制作部門を分離独立し、株式会社制作社（現・株式会社美術出版エデュケーショナル）を設立。
- 1961年 - 株式会社美術出版社の教材部を美術出版社サービスセンターと改称。株式会社制作社を株式会社美術出版デザインセンター（現・株式会社美術出版エデュケーショナル）に商号変更。
- 2003年 - アートナビゲーター検定試験 (現・美術検定) 事業を開始。
- 2005年 - ビジネスコミュニケーション事業を開始。
- 2008年10月 - 純粋持株会社株式会社美術出版ホールディングスを設立。株式会社美術出版社の事業の一部を新設した株式会社美術出版ネットワークスに譲渡。株式会社美術出版社と株式会社美術出版デザインセンターの事業の一部を相互譲渡し、株式会社美術出版デザインセンターの商号を株式会社美術出版サービスセンター（現・株式会社美術出版エデュケーショナル）に変更[9]。
- 2015年
  - 3月4日 - 東京地裁へ民事再生法の適用を申請。負債は2014年3月期末時点で約19億6300万円[10]。
  - 5月15日 - カルチュア・コンビニエンス・クラブ子会社のカルチュア・エンタテインメントが、同社との再建スポンサーに関する基本合意書を締結[11]。
  - 5月25日 - カルチュア・エンタテイメントが事業を譲受する新会社として、株式会社美術出版社（新社）を設立。
  - 8月1日 - 事業を株式会社美術出版社（旧社）から株式会社美術出版社（新社）へ譲渡。株式会社美術出版社（旧社）は株式会社BSSへ商号変更。
- 2016年
  - 1月1日 - 株式会社BSHを吸収合併。
  - 7月 - 本社を東京都千代田区五番町から渋谷区猿楽町へ移転。
- 2018年2月 - 本社を渋谷区猿楽町から品川区上大崎へ移転。
- 2021年4月 - 一部事業を吸収分割し、カルチュア・コンビニエンス・クラブに譲渡[12][13]。

## 雑誌
- 美術手帖 - 1948年創刊。アートの現在（いま）を伝える日本を代表する美術雑誌。2021年6月号よりカルチュア・コンビニエンス・クラブの発行へ移行。奇数月7日発売
- Winart（ワイナート） - 1998年創刊。ワインと食のビジュアルマガジン。3、6、9、12月5日発売
- 美学 - 美学会編集の雑誌。

### 過去に発行していた雑誌
- みづゑ - 1905年創刊。1992年夏号で一時休刊したが、2001年「絵やものづくりの本」として復刊。2007年春号をもって休刊
- デザインの現場 - 1984年創刊。2010年4月発売号をもって休刊
- Comickers Art Style（コミッカーズアートスタイル） - 2005年11月15日より年2回ペースで刊行。前身は1994年創刊の季刊（のちに隔月刊）美術手帖別冊『コミッカーズ』。2008年12月発売の第7号をもって休刊
- 年鑑広告美術 - 1957年から1987年まで発行

## ビジネスソリューション
アートを媒介としたソリューションを提案するBtoB事業として、「ビジネスソリューション」を2016年に設立。「美術手帖」ユニットに蓄積された美術の知見やネットワークを活用し、ビジネスとアートをつなぐソリューションを、主に企業や団体に提供することを目的とする。具体的には、アートプロジェクトの企画運営、アートイベントや公募展などのアドバイザリー、『美術手帖』のメディア（雑誌・Web）やSNSを活用したプロモーション、アートグッズの開発協力、宣伝物や書籍の制作、プロモーションサイトの企画及びディレクション、そして蔦屋書店などCCCグループのリソースを活用したプロモーションを企画・提案する。

## 著名な書籍
- カラー版 西洋美術史
- カラー版 日本美術史
- カラー版 東洋美術史
- カラー版 西洋建築様式史
- カラー版 日本建築様式史
- ADC年鑑（旧：年鑑広告美術）
- TOKYO ARTRIPシリーズ

## ウェブメディア
- 美術手帖 - カルチュア・コンビニエンス・クラブ（旧：株式会社BTCompany）運営のアートニュースサイト
- OIL by 美術手帖 - カルチュア・コンビニエンス・クラブ（旧：株式会社BTCompany）運営のECサービス
- アートとデザインの現場JOB - アート＆デザイン業界の求人サイト
- Winart - ワイン専門の情報サイト
- Winart JOB - ワイン業界の求人サイト

## 検定事業
- 美術検定